# 322 (číslo)
Tři sta dvacet dva je přirozené číslo, které následuje po čísle tři sta dvacet jedna a předchází číslu tři sta dvacet tři. Římskými číslicemi se zapisuje CCCXXII a řeckými číslicemi τκβ.

## Matematika
322 je:
- Deficientní číslo
- Nešťastné číslo
- Nepříznivé číslo

## Astronomie
- (322) Phaeo je planetka hlavního pásu, kterou objevil v roce 1891 Alphonse Louis Nicolas Borrelly

## Doprava
- Silnice II/322 je česká silnice II. třídy vedoucí na trase Kolín – Týnec nad Labem – Chvaletice – peáž s I/2 – Pardubice – Dašice – Dolní Roveň – Vysoká u Holic[1][2][3][4]

## Roky
- 322
- 322 př. n. l.